# Stygocyathura orghidani
Stygocyathura orghidani är en kräftdjursart som först beskrevs av Negoescu-Vladescu 1983.  Stygocyathura orghidani ingår i släktet Stygocyathura och familjen Anthuridae. Inga underarter finns listade i Catalogue of Life.